# Jardin Jeanne-d'Arc
Le jardin Jeanne-d'Arc est un jardin public aménagé autour d'une statue équestre représentant Jeanne d'Arc à Québec. Il est situé sur les plaines d'Abraham dans le parc des Champs-de-Bataille.

## Description
Le jardin a été aménagé par Louis Perron, premier Québécois diplômé d'une école d'architecture du paysage en 1938. Légèrement en contrebas, le jardin de forme rectangulaire est bordé d'ormes. Sur les deux niveaux des plates-bandes parallèles, les plantes sont disposées à l'anglaise, empiétant parfois sur les pavés.
Au centre, la statue de Jeanne d'arc, épée à la main, fut un don d'un couple américain (la sculptrice new-yorkaise Anna Hyatt Huntington et son mari) voulant rendre hommage aux héros de 1759-1760. Elle est une copie de la Statue équestre de Jeanne d'Arc (New York).
Le jardin accueille à l'occasion des expositions thématiques.

## Galerie

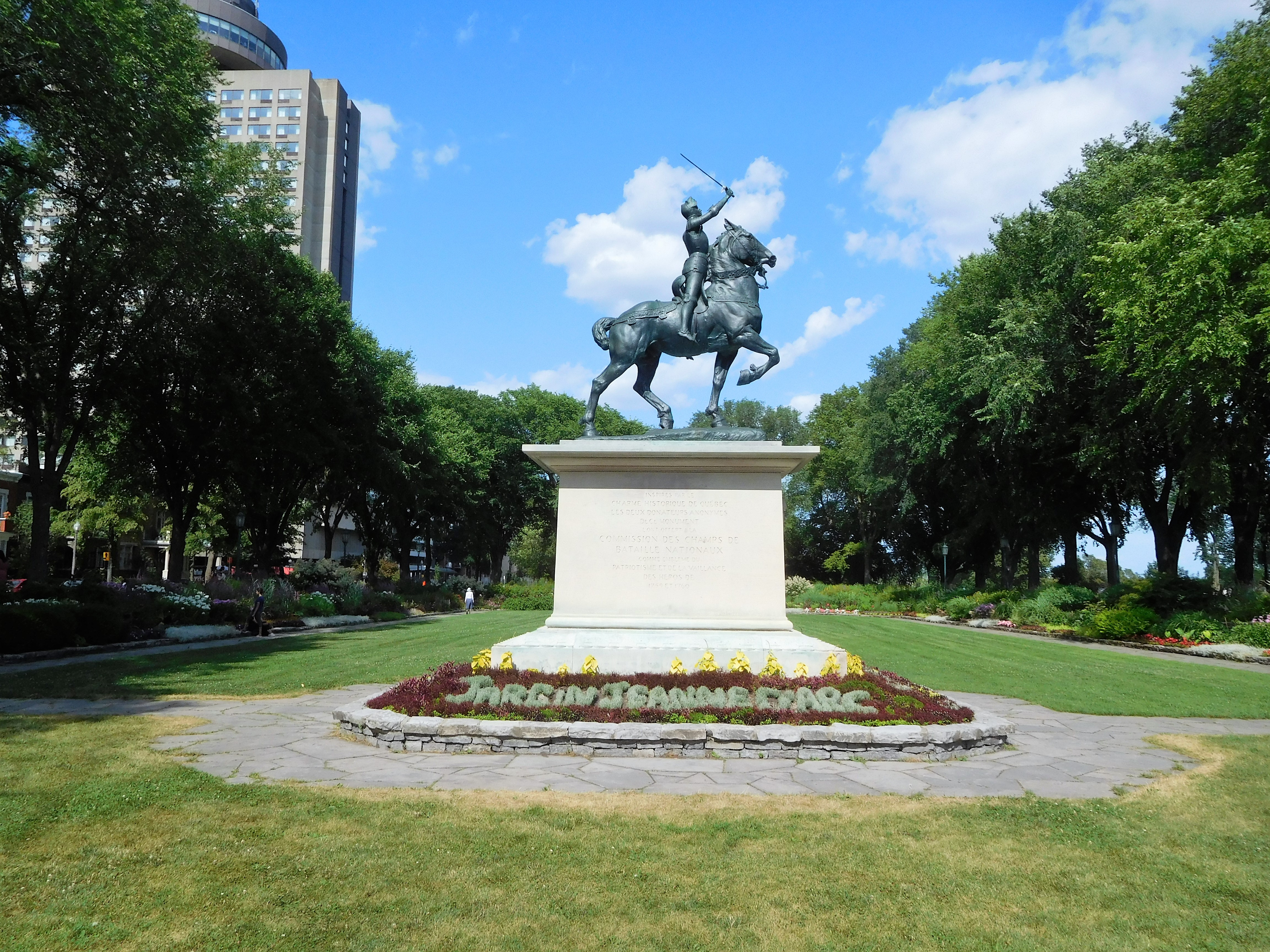
Statue de Jeanne d'Arc
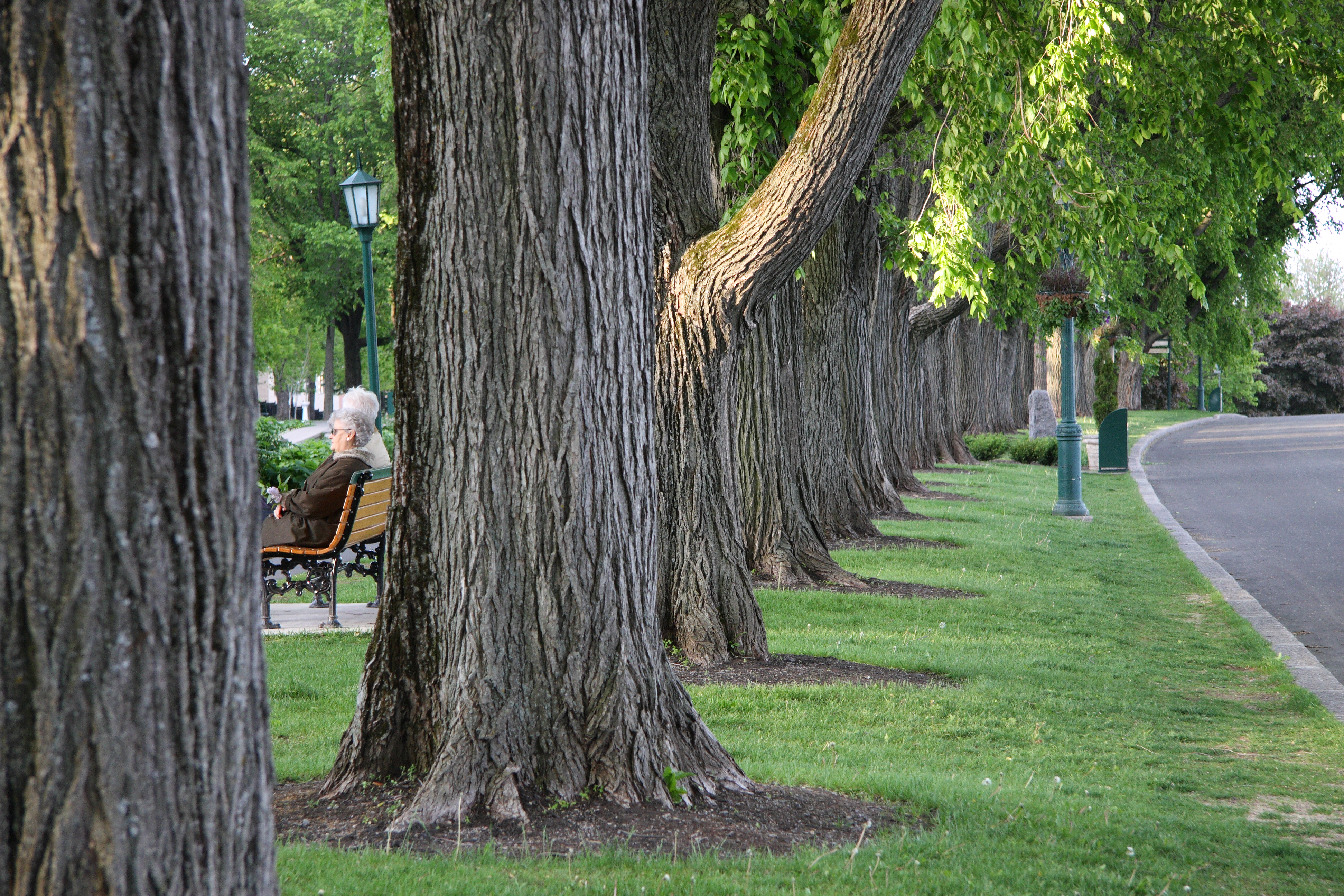
Allée d'ormes
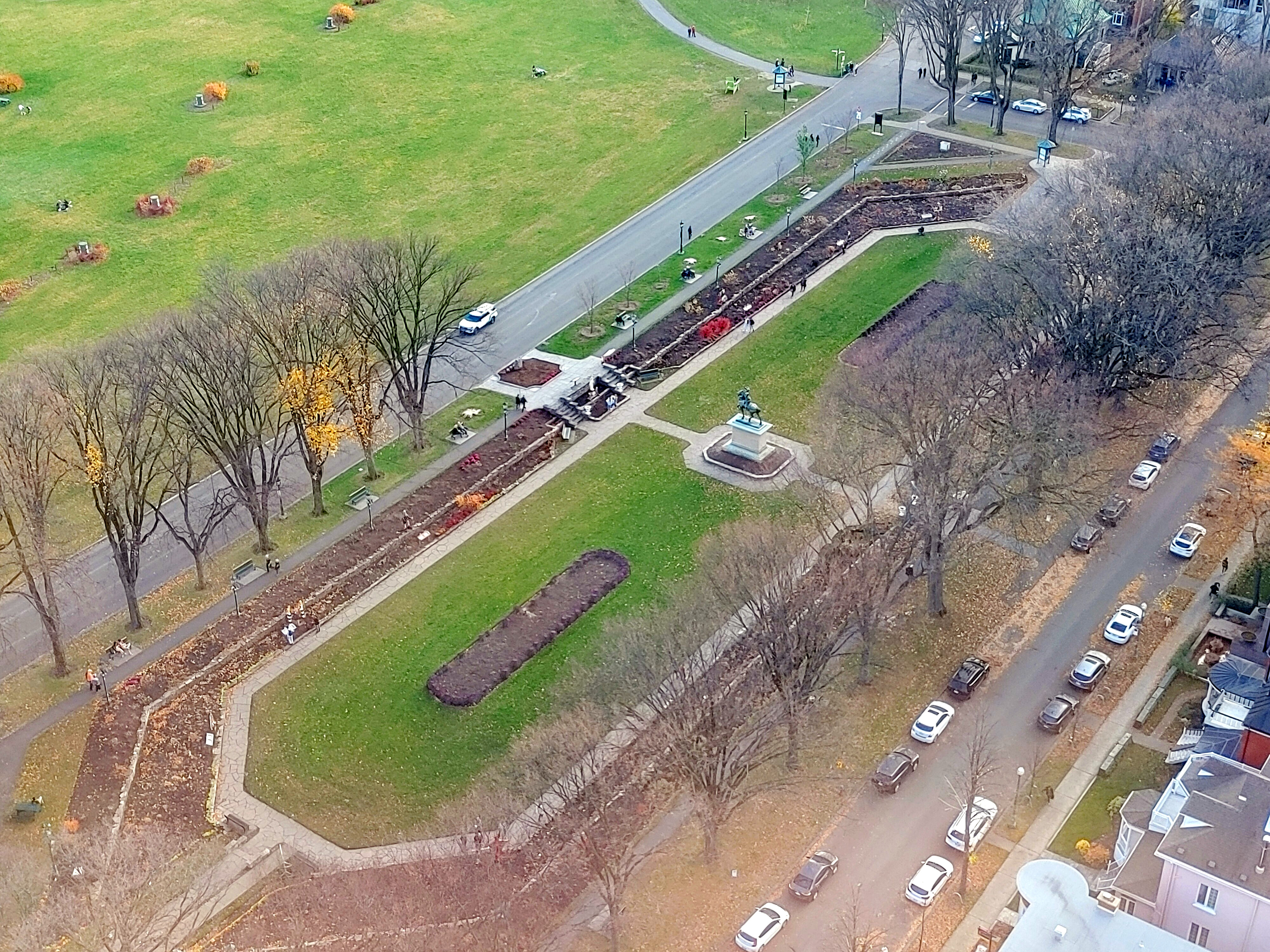
Vue du Ciel